# Montana Bill
Montana Bill è un film muto del 1921 diretto da Phil Goldstone e Louis King.

## Produzione
Il film fu prodotto dalla Western Star Productions.

## Distribuzione
Distribuito dalla Pioneer Film Corporation, il film uscì nelle sale cinematografiche USA nel 1921, presentato in prima a Brooklyn il 24 luglio 1921.
Non si conoscono copie ancora esistenti della pellicola che viene considerata presumibilmente perduta.